# Paddington (film)
A Paddington 2014-ben bemutatott brit–francia vegyes technikájú (élőszereplős és animációs) filmvígjáték, melyet Paul King írt és rendezett. A forgatókönyv Michael Bond brit író Paddington medvéről szóló történetei alapján készült. A címszereplő eredeti hangját Ben Whishaw kölcsönzi, további fontosabb szerepekben Hugh Bonneville, Sally Hawkins, Julie Walters, Jim Broadbent, Peter Capaldi és Nicole Kidman látható.
Az Egyesült Királyságban 2014. november 28-án mutatták be, bevételi és kritikai siker mellett. A kritikusok dicsérték Whishaw szinkronszínészi alakítását, a film humorát, a forgatókönyvet és a vizuális effekteket. További elismerések érték a filmet, amiért egyszerre képes lekötni a gyerekeket és a felnőtteket is. Az 55 millió dolláros költségvetésből készült film világszerte 268 millió dolláros bevételt termelt. A 68. BAFTA-gálán kiemelkedő brit film és legjobb adaptált forgatókönyv kategóriákban jelölték díjra.
Folytatása 2017-ben jelent meg Paddington 2. címmel, az eredeti filmhez hasonló szereplőgárdával.

## Cselekmény
Peru legsötétebb őserdeiben egy brit földrajztudós eddig ismeretlen medvefajt fedez fel. A faj példányai intelligensek, képesek az emberi beszédre és különösen szeretik a citruslekvárt. A felfedező a Lucy és a Pastuzo nevet adja újdonsült ismerőseinek, és kalapját is nekik ajándékozza, mielőtt visszatérne az Egyesült Királyságba. Bátorítja őket arra is, hogy látogassanak el Londonba, ahol mindig szívesen látják majd őket. Negyven évvel később Pastuzo egy földrengés következtében meghal. Lucy arra biztatja az általuk felnevelt, árva unokaöccsüket, utazzon el Londonba, míg ő egy medvéknek fenntartott idősek otthonába költözik. 
A medvebocs egy teherhajó fedélzetén megérkezik a nagyvárosba és a Paddington pályaudvarra megy. Itt találkozik a Brown családdal, akik átmenetileg befogadják és a pályaudvar nevét adják neki. A medve élete azonban veszélybe kerül, amikor a múzeumi állatpreparátorként dolgozó Millicent Clyde szemet vet rá.

## Szereplők
| Szerep                                | Színész                     | Magyar hang    |
| ------------------------------------- | --------------------------- | -------------- |
| Paddington medve (hangja)             | Ben Whishaw                 | Szente Vajk    |
| Henry Brown                           | Hugh Bonneville             | Csankó Zoltán  |
| Mary Brown                            | Sally Hawkins               | Pálfi Kata     |
| Mrs. Bird                             | Julie Walters               | Andresz Kati   |
| Samuel Gruber                         | Jim Broadbent               | Fodor Tamás    |
| Mr. Curry                             | Peter Capaldi               | Fazekas István |
| Joe, taxisofőr                        | Matt Lucas                  |                |
| Grant                                 | Kayvan Novak                |                |
| Judy Brown                            | Madeleine Harris            | Pekár Adrienn  |
| Jonathan Brown                        | Samuel Joslin               | Gerő Botond    |
| Pastuzo bácsi (hangja)                | Michael Gambon              | Papp János     |
| Lucy néni (hangja)                    | Imelda Staunton             | Igó Éva        |
| Millicent Clyde                       | Nicole Kidman (felnőttként) | Pápai Erika    |
| Millicent Clyde                       | Lottie Steer (gyerekként)   |                |
| Montgomery Clyde                      | Tim Downie                  | Tarján Péter   |
| Agatha Clyde                          | Madeleine Worrall           |                |
| vezető földrajztudós                  | Geoffrey Palmer             |                |
| kedves úriember                       | Michael Bond                |                |
| Tony                                  | Jude Wright                 | Boldog Gábor   |
| Andre, tolvaj                         | Matt King                   |                |
| Natural History Museum biztonsági őre | Steve Edge                  |                |
| recepciós                             | Alice Lowe                  |                |
| Barry, biztonsági őr                  | Simon Farnaby               |                |

## Fordítás
- Ez a szócikk részben vagy egészben  a   Paddington (film) című angol Wikipédia-szócikk ezen változatának fordításán alapul.  Az eredeti cikk szerkesztőit annak laptörténete sorolja fel. Ez a jelzés csupán a megfogalmazás eredetét és a szerzői jogokat jelzi, nem szolgál a cikkben szereplő információk forrásmegjelöléseként.